# Кирхгоф, Альбрехт
Альбрехт Кирхгоф (нем. Albrecht Kirchhoff ; 30 января 1827, Берлин — 20 августа 1902, Лейпциг) — немецкий библиограф и книготорговец.
В 1856 году вместе с Георгом Вигандом основал в Лейпциге антикварную фирму, которая к концу 1893 года издала 923 каталога.
Главные труды Кирхгофа:
- «Beiträge zur Geschichte des deutschen Buchhandels» (Лейпциг, 1851—1853);
- «Die Handschriftenhändler des Mittelalters» (Лейпциг, 1853; дополнение, Галле, 1855);
- «Geschichte der reformierten Gemeinde in Leipzig» (Лейпциг, 1874);
- «Die Entwickelung des Buchhandels in Leipzig bis in das zweite Jahrzehnt nach der Einführung der Reformation» (1885).